# Lightstick
Il lightstick,  noto anche come starlight, cyalume, glowstick, trekking light, fishing light o più semplicemente luce chimica, è un cilindro di silicone, o altro materiale plastico morbido, auto-luminescente di dimensioni variabili da pochi cm a più di 30 cm.

## Funzionamento

Struttura e funzionamento di un lightstick:
1. Involucro plastico
2. Fialetta contenente acqua ossigenata
3. Estere fenilico dell'acido ossalico (Difenil ossalato) e pigmento fluorescente
4. soluzione di acqua ossigenata
5. Dopo che la fiala interna viene rotta, le due soluzioni si mescolano e il lightstick si accende.

Sfrutta una reazione chimica chiamata chemioluminescenza in grado di generare luce. I componenti chimici principali di un lightstick sono acqua ossigenata, difenil ossalato (un estere dell'acido ossalico) e un pigmento fluorescente da cui dipende il colore: giallo, blu, verde, viola, rosso, arancione o bianco.
Per accendere la luce è sufficiente piegare la bacchetta rompendo in questo modo la fiala contenuta al suo interno. Ciò fa mescolare i composti chimici e dà avvio alla reazione luminescente. Il meccanismo consiste nella reazione tra l'acqua ossigenata e l'estere che forniscono l'energia necessaria per eccitare gli elettroni del colorante fluorescente. Gli elettroni passano dal livello energetico fondamentale a quello eccitato e tornando al livello fondamentale emettono luce.

## Durata
Questa reazione ha generalmente 24 ore di autonomia; tuttavia, alcuni modelli di lightstick hanno durate minori, solitamente 8 o 12 ore. 
Non è possibile spegnere questi dispositivi una volta accesi. Si può tuttavia rallentare moltissimo la reazione chimica mettendoli a bassa temperatura, ad esempio in un congelatore; ciò ne permette il successivo riutilizzo, anche se per una durata limitata (generalmente 3-4 ore, a seconda del tipo di lightstick). Infatti la temperatura influenza direttamente la velocità della reazione chimica che è alla base della luminescenza.
Una volta prodotti si conservano circa 3 o 4 anni se correttamente conservati. Il calore e l'umidità ne accelerano l'invecchiamento, per questo spesso vengono venduti all'interno di buste sigillate.
La durata dipende strettamente dalla concentrazione di reagenti contenuti nell'ampolla (o fiala) e nell'elemento tubolare.

## Reazione
La reazione è leggermente esotermica, cioè sprigiona calore anche se la gran parte di energia è emessa in forma di fonte luminosa. Mescolando il perossido di idrogeno con l'estere si producono due molecole di fenolo e una molecola di estere perossiacido. Il perossiacido si decompone spontaneamente in anidride carbonica, rilasciando energia che eccita i pigmenti fluorescenti (colorante), che poi si rilassano rilasciando un fotone.

## Utilizzi
Il lightstick, per la sua impermeabilità e la capacità di generare luce in maniera pratica e senza bisogno di elettricità trova applicazione in numerosi campi:
- luce di segnalazione o di emergenza
  - escursionismo, campeggio, sport
  - subacquea (immersioni notturne)
  - sosta di emergenza veicoli
  - luoghi dove l'elettricità non è preferibile (rischio esplosioni)
  - marcatura temporanea luoghi o perimetri
  - paracadutismo
  - militari e softair
  - sci
- scopi ricreativi (braccialetti luminescenti, accessori cybergoth e giocoleria)
- pesca (mini glow stick)

### Svantaggi
I principali svantaggi che ne limitano l'utilizzo sono:
- costo, visto che si tratta di un dispositivo monouso
- impossibilità di spegnimento una volta avviata la reazione
- durata di conservazione limitata (massimo 3-4 anni)